# Erchim
El Khaan Khuns - Erchim FC (en mongol: Эрчим) , más conocido simplemente como Erchim, es un club de fútbol mongol con sede en la ciudad de Ulán Bator. El club fue fundado en 1994 y actualmente juega en la Liga mongola de fútbol, la liga de fútbol más importante del país. El club disputó la Copa de la AFC 2017, y se convirtió en el primer equipo en la historia del fútbol mongol en disputar una competición continental.

## Historia
Fue fundado en el año 1994 en la capital Ulán Bator y es el equipo más laureado del país desde la creación de la nueva liga en 1996 al poseer 27 títulos oficiales a nivel nacional, con doce títulos de liga, ocho títulos de copa y siete supercopas locales.
A nivel internacional es el primer equipo de Mongolia en jugar un torneo internacional cuando participó en la Copa Presidente de la AFC 2012, en la que fue eliminado en la fase de grupos por el Taiwan Power Company FC de Taiwán y el KRL FC de Pakistán. Desde entonces han jugado en seis torneos continentales, en donde su mejor participación ha sido en la Copa Presidente de la AFC 2013, en la cual avanzaron hasta la segunda ronda.

## Estadio
A diferencia del resto de clubes de Ulán Bator, que comparten el MFF Football Centre, el Erchim es el único club de fútbol en Mongolia que posee estadio propio.

## Palmarés
- Liga mongola de fútbol: 12

1996, 1998, 2000, 2002, 2007, 2008, 2012, 2013, 2015, 2016, 2017, 2018
- - Subcampeón: 5

1997, 1999, 2009, 2014, 2019
- Copa de Mongolia: 9

1996, 1997, 1998, 1999, 2000, 2011, 2012, 2015, 2019
- - Subcampeón: 3

2001, 2002, 2014
- Supercopa de Mongolia: 7

2011, 2012, 2013, 2014, 2015, 2016, 2017

## Participación en competiciones de la AFC
| Temporada | Torneo                    | Ronda          | Club             | Casa | Visita    | Global     |
| --------- | ------------------------- | -------------- | ---------------- | ---- | --------- | ---------- |
| 2012      | Copa Presidente de la AFC | Fase de grupos | KRL FC           | 0-0  | 0-0       | 3.er lugar |
| 2012      | Copa Presidente de la AFC | Fase de grupos | Taipower         | 0-1  | 0-1       | 3.er lugar |
| 2013      | Copa Presidente de la AFC | Fase de grupos | Abahani Limited  | 1-0  | 1-0       | 2.º lugar  |
| 2013      | Copa Presidente de la AFC | Fase de grupos | Taipower         | 0-0  | 0-0       | 2.º lugar  |
| 2013      | Copa Presidente de la AFC | Fase de grupos | Three Star Club  | 0-2  | 0-2       | 2.º lugar  |
| 2013      | Copa Presidente de la AFC | Segunda ronda  | Three Star Club  | 1-1  | 1-1       | 2.º lugar  |
| 2013      | Copa Presidente de la AFC | Segunda ronda  | FC Balkan        | 0-4  | 0-4       | 2.º lugar  |
| 2014      | Copa Presidente de la AFC | Fase de grupos | Svay Rieng FC    | 3-1  | 3-1       | 2.º lugar  |
| 2014      | Copa Presidente de la AFC | Fase de grupos | MMC              | 0-0  | 0-0       | 2.º lugar  |
| 2014      | Copa Presidente de la AFC | Segunda ronda  | Sheikh Russel KC | 0-1  | 0-1       | 3.er lugar |
| 2014      | Copa Presidente de la AFC | Segunda ronda  | Rimyongsu SC     | 0-5  | 0-5       | 3.er lugar |
| 2017      | Copa AFC                  | Clasificatoria | Nagaworld FC     | 1–0  | 2.º lugar |            |
| 2017      | Copa AFC                  | Clasificatoria | Three Star Club  | 0–2  | 2.º lugar |            |
| 2017      | Copa AFC                  | Fase de grupos | April 25         | 0–5  | 0–6       | 3.er lugar |
| 2017      | Copa AFC                  | Fase de grupos | Kigwancha        | 0–3  | 0–7       | 3.er lugar |
| 2018      | Copa AFC                  | Playoff        | Hwaebul          | 0–4  | 0–3       | 0–7        |
| 2019      | Copa AFC                  | Preliminar     | Ryomyong         | 0–3  | 0–3       | 0–6        |